# Claire Bloom
Claire Bloom (de fapt Patricia Claire Blume) (n. 15 februarie 1931, Greater London, Anglia, Regatul Unit) este o actriță britanică.

## Biografie
Claire Bloom este fiica negustorului și sculptorului Edward Max Blume și al scriitoarei Elizabeth Grew. Deja la vârsta de 12 ani a început să urmeze școala de actorie din Londra. Din anul 1946 a început să joace diferite roluri la teatrul Repertory din  Oxford, ca apoi să primească roluri la teatrul Shakespeare Memorial Theatre. În 1952 apare în filmul lui Chaplin ca o tânără dansatoare. Claire Bloom a fost de trei ori căsătorită. Ulterior ea descrie pe Philip Roth, care a fost unul din soții ei, ca un psihopat, sadic, paranoic care urăște femeile.

## Filmografie
- 1952 Limelight
- 1953 The Man Between
- 1953 Innocents in Paris
- 1955 Richard al III-lea (Richard III), regia Laurence Olivier
- 1956 Alexandru Macedon (Alexander the Great), regia Robert Rossen
- 1957 Frații Karamazov (The Brothers Karamazov), regia Richard Brooks
- 1958 The Buccaneer
- 1959 Privește înapoi cu mânie (Look Back in Anger), regia Tony Richardson
- 1960 Brainwashed
- 1961 The Chapman Report
- 1962 Lumea minunată a fraților Grimm (The Wonderful World of the Brothers Grimm), regia Henry Levin și George Pal
- 1963 Învățătorul din Vigevano (Il maestro di Vigevano), regia Elio Petri
- 1963 Alta infedeltà  (segment Peccato nel pomeriggio)
- 1963 Casa bântuită (The Haunting), regia Robert Wise
- 1963 Eighty Thousand Suspects
- 1964 The Outrage
- 1964 High Infidelity
- 1965 Spionul care a venit din frig (The Spy Who Came in from the Cold), regia Martin Ritt
- 1968 Charly
- 1969 Omul ilustrat (The Illustrated Man), regia Jack Smight
- 1969 Three Into Two Won't Go
- 1970 A Severed Head
- 1973 The going up of David Lev
- 1973 Casa păpușilor (A Doll's House), regia Patrick Garland
- 1977 Insule în derivă (Islands in the Stream), regia Franklin J. Schaffner
- 1979 Henry VIII (BBC & Time-Life film)
- 1980 Hamlet (Hamlet, Prince of Denmark, film TV BBC), regia Rodney Bennett
- 1981 Brideshead Revisited
- 1981 Clash of the Titans
- 1983 Separate Tables
- 1984 Ellis Island
- 1985 Ann and Debbie (TV)
- 1985 Déjà Vu
- 1985 Shadowlands
- 1986 Anastasia, regia Marvin J. Chomsky
- 1987 Sammy and Rosie Get Laid
- 1987 Queenie
- 1987 Intimate Contact
- 1988 The Lady and the Highwayman
- 1988 Beryl Markham: A Shadow on the Sun
- 1989 Delicte și fărădelegi (Crimes and Misdemeanors), regia Woody Allen
- 1991 The Camomile Lawn
- 1992 It’s Nothing Personal
- 1992 The Princess and the Goblin (film)
- 1994 Remember
- 1994 A Village Affair
- 1995 Mighty Aphrodite
- 1996 Daylight
- 1997 What the Deaf Man Heard
- 2000 Yesterday’s Children
- 2000 Love and Murder: Love and Murder
- 2002 The Book of Eve
- 2003 The Republic of Love
- 2005 Doc Martin
- 2009 Doctor Who: The End of Time
- 2010 The Bill
- 2010 Discursul regelui (The King's Speech), regia Tom Hooper
- 2013 Doc Martin
- 2016 Max Rose